# Olympische Sommerspiele 1960/Teilnehmer (Portugal)
| Gelbes Symbol für Goldmedaillen mit stilisierten Olympischen Ringen | Graues Symbol für Silbermedaillen mit stilisierten Olympischen Ringen | Braundes Symbol für Bronzemedaillen mit stilisierten Olympischen Ringen |
| ------------------------------------------------------------------- | --------------------------------------------------------------------- | ----------------------------------------------------------------------- |
| —                                                                   | 1                                                                     | —                                                                       |

Portugal nahm an den Olympischen Sommerspielen 1960 in der italienischen Hauptstadt Rom mit einer Delegation von 65 Sportlern, 60 Männer und fünf Frauen, teil.

## Medaillen
Mit einer gewonnenen Silbermedaille belegte das portugiesische Team Platz 32 im Medaillenspiegel.

### Silber
| Namen                           | Sportart | Wettkampf |
| ------------------------------- | -------- | --------- |
| José Manuel Quina & Mário Quina | Segeln   | Star      |

## Teilnehmer nach Sportarten

### Fechten
- Manuel Borrego
Florett, Einzel: Vorläufe
Degen, Mannschaft: Vorläufe

- Orlando Azinhais
Florett, Einzel: Vorläufe
Säbel, Einzel: Vorläufe
Säbel, Mannschaft: Vorläufe

- Pedro Marçal
Florett, Einzel: Vorläufe

- José Ferreira
Degen, Einzel: 2. Runde
Säbel, Mannschaft: Vorläufe

- José Fernandes
Degen, Einzel: Vorläufe
Degen, Mannschaft: Vorläufe
Säbel, Mannschaft: Vorläufe

- José de Albuquerque
Degen, Einzel: Vorläufe
Degen, Mannschaft: Vorläufe

- Joaquim Rodrigues
Säbel, Einzel: Vorläufe
Säbel, Mannschaft: Vorläufe

- António Marquilhas
Säbel, Einzel: Vorläufe
Säbel, Mannschaft: Vorläufe

- Maria Nápoles
Frauen, Florett, Einzel: Vorläufe

### Gewichtheben
- Luís Paquete
Bantamgewicht: 19. Platz

### Leichtathletik
- Manuel de Oliveira
5000 Meter: Vorläufe

- Joaquim Ferreira
3000 Meter Hindernis: Vorläufe

- Pedro de Almeida
Weitsprung: 28. Platz in der Qualifikation

- Eduardo Albuquerque
Hammerwurf: 28. Platz in der Qualifikation

- Júlio Santos
Zehnkampf: DNF

### Radsport
- Ramiro Martins
Straßenrennen, Einzel: DNF
100 Kilometer Mannschaftszeitfahren: 25. Platz

- José Pacheco
Straßenrennen, Einzel: DNF
100 Kilometer Mannschaftszeitfahren: 25. Platz

- Mário Silva
Straßenrennen, Einzel: DNF
100 Kilometer Mannschaftszeitfahren: 25. Platz

- Francisco Valada
Straßenrennen, Einzel: DNF
100 Kilometer Mannschaftszeitfahren: 25. Platz

### Reiten
- Mário Delgado
Vielseitigkeit, Einzel: 35. Platz
Vielseitigkeit, Mannschaft: DNF

- Jorge Matias
Vielseitigkeit, Einzel: DNF
Vielseitigkeit, Mannschaft: DNF

- Álvaro Sabbol
Vielseitigkeit, Einzel: DNF
Vielseitigkeit, Mannschaft: DNF

- Joaquim Silva
Vielseitigkeit, Einzel: DNF
Vielseitigkeit, Mannschaft: DNF

- António Reymão Nogueira
Dressur, Einzel: 10. Platz

- Luís Silva
Dressur, Einzel: 17. Platz

- Henrique Callado
Springreiten, Einzel: 11. Platz
Springreiten, Mannschaft: DNF

- João Lopes
Springreiten, Einzel: DNF
Springreiten, Mannschaft: DNF

- António de Almeida
Springreiten, Einzel: DNF
Springreiten, Mannschaft: DNF

### Ringen
- Orlando Gonçalves
Bantamgewicht, griechisch-römisch: 17. Platz

- José António Gregório
Federgewicht, griechisch-römisch: 22. Platz

- Luís Caldas
Mittelgewicht, griechisch-römisch: 21. Platz

### Rudern
- Jorge Cravinho
Vierer mit Steuermann: Viertelfinale

- José Porto
Vierer mit Steuermann: Viertelfinale

- Ilídio Silva
Vierer mit Steuermann: Viertelfinale

- José Vieira
Vierer mit Steuermann: Viertelfinale

- Rui Valença
Vierer mit Steuermann: Viertelfinale

### Schießen
- Rogério Tavares
Schnellfeuerpistole: 49. Platz

- António Martins
Schnellfeuerpistole: 50. Platz

- António Jorge
Freie Pistole: 36. Platz

- André Antunes
Freie Pistole: 54. Platz

- António Tavares
Kleinkaliber, Dreistellungskampf: 57. Platz in der Qualifikation

- Manoel da Silva
Kleinkaliber, Dreistellungskampf: 64. Platz in der Qualifikation

- César Batista
Kleinkaliber, liegend: 57. Platz in der Qualifikation

- Albino da Silva
Kleinkaliber, liegend: 71. Platz in der Qualifikation

- Guy de Valle Flor
Trap: 15. Platz

### Schwimmen
- Herlander Ribeiro
100 Meter Freistil: Vorläufe
4 × 100 Meter Lagen: Vorläufe

- Eduardo de Sousa
400 Meter Freistil: Vorläufe
1500 Meter Freistil: Vorläufe
4 × 100 Meter Lagen: Vorläufe

- Raúl Cerqueira
100 Meter Rücken: Vorläufe
4 × 100 Meter Lagen: Vorläufe

- Luís Vaz Jorge
200 Meter Schmetterling: Vorläufe
4 × 100 Meter Lagen: Vorläufe

- Regina Veloso
Frauen, 200 Meter Brust: Vorläufe

### Segeln
- Hélder d’Oliveira
Finn-Dinghy: 15. Platz

- José Manuel Quina
Star: Silber

- Mário Quina
Star: Silber

- Carlos Ferreira
Drachen: 9. Platz

- Joaquim Basto
Drachen: 9. Platz

- Gonçalvo Mello
Drachen: 9. Platz

- Carlos Braga
Flying Dutchman: 27. Platz

- Gabriel Lopes
Flying Dutchman: 27. Platz

- Duarte Manuel Bello
5,5-m-R-Klasse: 16. Platz

- Fernando Bello
5,5-m-R-Klasse: 16. Platz

- Júlio Gourinho
5,5-m-R-Klasse: 16. Platz

### Turnen
- Hermenegildo Candeias
Einzelmehrkampf: 120. Platz
Barren: 116. Platz in der Qualifikation
Boden: 111. Platz in der Qualifikation
Pferdsprung: 129. Platz in der Qualifikation
Reck: 114. Platz in der Qualifikation
Ringe: 116. Platz in der Qualifikation
Seitpferd: 106. Platz in der Qualifikation

- Dália Sammer
Frauen, Einzelmehrkampf: 109. Platz
Frauen, Boden: 110. Platz in der Qualifikation
Frauen, Pferdsprung: 91. Platz in der Qualifikation
Frauen, Schwebebalken: 110. Platz in der Qualifikation
Frauen, Stufenbarren: 115. Platz in der Qualifikation

- Esbela da Fonseca
Frauen, Einzelmehrkampf: 116. Platz
Frauen, Boden: 112. Platz in der Qualifikation
Frauen, Pferdsprung: 101. Platz in der Qualifikation
Frauen, Schwebebalken: 117. Platz in der Qualifikation
Frauen, Stufenbarren: 120. Platz in der Qualifikation

- Maria Helena Cunha
Frauen, Einzelmehrkampf: 119. Platz
Frauen, Boden: 105. Platz in der Qualifikation
Frauen, Pferdsprung: 119. Platz in der Qualifikation
Frauen, Schwebebalken: 113. Platz in der Qualifikation
Frauen, Stufenbarren: 122. Platz in der Qualifikation